# Liste der Monuments historiques in Saint-Médard-d’Eyrans
Die Liste der Monuments historiques inSaint-Médard-d’Eyrans führt die Monuments historiques in der französischen Gemeinde Saint-Médard-d’Eyrans auf.

## Liste der Bauwerke
| Bezeichnung | Beschreibung | Standort | Kennzeichnung | Schutzstatus | Datum | Bild |
| ----------- | ------------ | -------- | ------------- | ------------ | ----- | ---- |
| Schloss     | Erbaut 1692  | (Lage)   | PA00083783    | Inscrit      | 1988  |      |

## Liste der Objekte
| Bezeichnung     | Beschreibung                                          | Standort                       | Kennzeichnung | Schutzstatus | Datum | Bild |
| --------------- | ----------------------------------------------------- | ------------------------------ | ------------- | ------------ | ----- | ---- |
| Acht Skulpturen | Bronze, vergoldet, zweite Hälfte des 19. Jahrhunderts | in der Kirche St-Médard (Lage) | PM33002001    | Inscrit      | 2004  |      |